# Сирійська православна церква
Сирі́йська правосла́вна це́рква (сир. ܥܺܕܬܳܐ ܣܽܘܪܝܳܝܬܳܐ ܬܪܺܝܨܰܬ݂ ܫܽܘܒܚܳܐ, трансліт. ʿIdto Suryoyto Triŝath Šuḇḥo; араб. الكنيسة السريانية الأرثوذكسية), також відомий як Сирі́йський правосла́вний патріарха́т Антіо́хії та всього́ Схо́ду, а неофіційно — Я́ковитська це́рква — орієнтальна православна церква, розгалужена від Антіохійської церкви. Антіохійський архиєпископ, відомий як Патріарх, очолює церкву, вимагаючи апостольського спадкоємства через святого Петра (сир. ܫܡܥܘܢ ܟܐܦܐ, трансліт. Šemʿōn Kēp̄ā) в І століття, згідно сакральної традиції. У 512 р. Флавіан II, Антіохійський патріарх, був скинутий візантійським імператором Анастасієм I, а в Лаодикії в Сирії відбувся синод з вибором наступника. Северус Великий був обраний 6 листопада і освячений у Великій Антіохійській церкві 16 листопада. Автокефальний патріархат був заснований в Антіохії Севером Великим приблизно в VI століття і був організований Якобом Барадеєм (близько 500–578), відкинувши діофізитизм.
У церкві служить Божественна літургія святого Якова, пов'язана з Яковом, "братом" Ісуса та провідником серед єврейських християн в Єрусалимі. Сирійська мова є офіційною та літургійною мовою церкви. Монастир Мор-Хананьйо був штаб-квартирою церкви з 1160 до 1932 рр. Патріархат був переданий Хомсу через наслідки Першої світової війни. Нинішній вид церкви - це собор Святого Георгія, Баб Тума, Дамаск, Сирія, з 1959 р. З 2014 р. Ігнатій Афрем II є нинішній Антіохійський патріарх. Церква має архиєпархії та патріарші вікаріати в країнах, що охоплюють шість континентів. Будучи активним членом Світової ради церков, церква бере участь у різних екуменічних діалогах з іншими церквами.

## Назва й ідентичність
Християни, що говорять сирійською, називали себе "Ārāmāyē/Āṯūrāyē/Sūryāyē", якщо говорити про рідну арамейську мову, виходячи з їх етнічної ідентичності. У більшості мов, крім англійської, унікальна назва здавна використовується для того, щоб відрізнити церкву від державної влади Сирії. В арабській (офіційна мова Сирії) церква відома як "Церква Суріанії", оскільки термін "Суріанія" ідентифікує сирійську мову. Халкедонці називали церкву "яковитською" (за Яковом Барадеєм) з часів розколу, що відбувся після Халкідонського собору 451 року. Англомовні історики визначили церкву як "Сирійську церкву". Англійський термін "сирійський" використовувався для опису громади сирійців у стародавній Сирії. У XV столітті термін "православний" (з грецької: "orthodoxía"; "правильна думка") використовувався для ідентифікації церков, які практикували сукупність доктрин, яким вірили перші християни. З 1922 року термін "сирійська" почав застосовуватися для речей, названих на честь Сирійської федерації. Отже, у 2000 р. Священний Синод постановив, що церква має назву «Сирійська православна церква» на честь сирійської мови, офіційної літургійної мови церкви.
Церква не є етнічно винятковою, але дві основні етнічні групи в громаді оскаржують свою етнічну ідентифікацію як "ассирійці" та "арамейці". "Сурьоє" — термін, який використовується для ідентифікації сирійців у діаспорі. Сирійська православна ідентичність включала допоміжні культурні традиції язичницького Ассирійського та Арамейського царств. Церковні традиції викристалізувались в етногенезі завдяки збереженню їх історій та звичаїв до 12 століття. Сирійська православна інтелігенція переважно використовувала "ассирійську" ідентифікацію в XIX столітті. З 1910-х років ідентичність сирійського православ'я в Османській імперії була в основному релігійною та мовною. Історично склалося так, що деякі парафії США також використовували асирійське позначення.

## Історія

### Рання історія

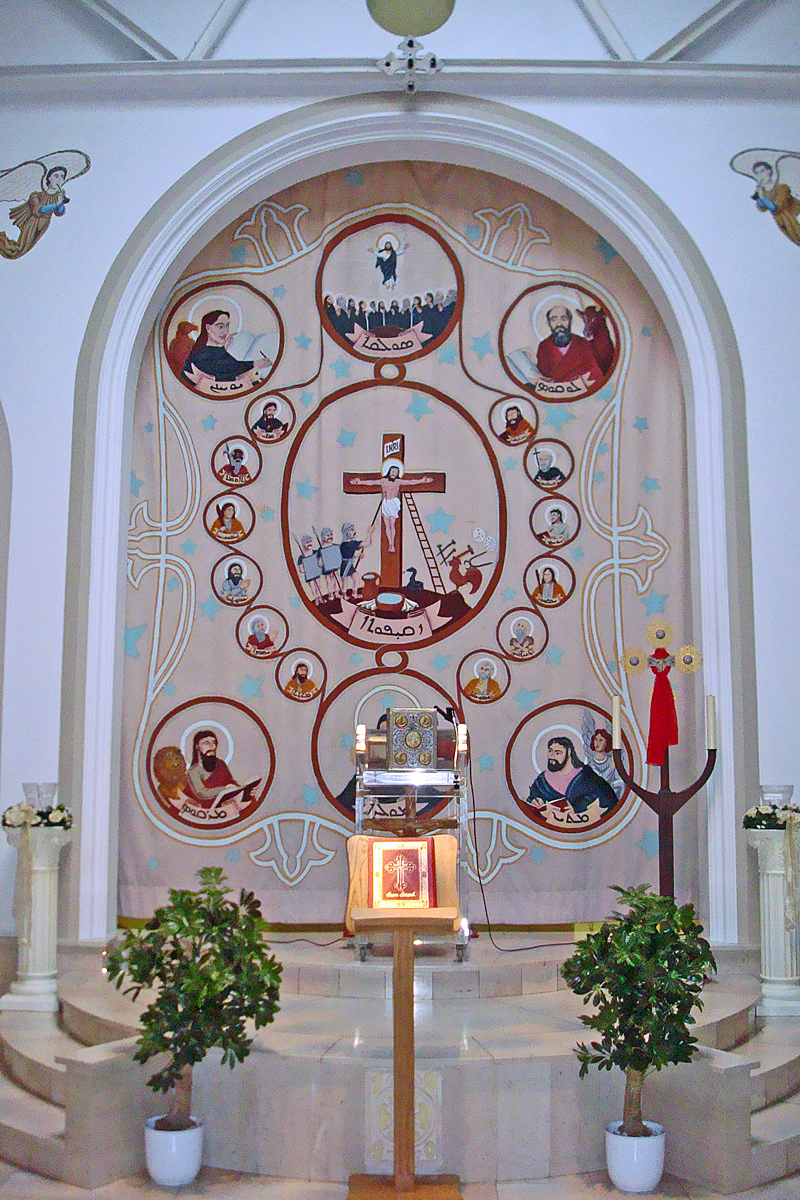
Інтер’єр церкви св. Стефана, Ґ'ютерсло.

Церква претендує на апостольське правонаступництво через дохалкедонський Антіохійський патріархат до ранньохристиянських громад з Єрусалиму, очолюваних святим Варнавою та святим Павлом в Антіохії, під час апостольської ери, як це описано в Діях Апостолів; «Спочатку учнів називали християнами в Антіохії» (Новий Завіт, Дії 11:26). Святий Петро був обраний Ісусом Христом (Новий Завіт, Матвій 16:18) і шанований як перший єпископ Антіохії в с. 37 р. після інциденту в Антіохії.
Святий Еводій був єпископом Антіохійським до 66 р. Його змінив святитель Ігнатій Антіохійський. Найдавніше зафіксоване використання терміна "християнство" (грецьке: Χριστιανισμός) було в Ігнатія Антіохійського приблизно в 100 р. у 169 р. Теофіл Антіохійський написав три апологетичні трактати до Автоліка. Антіохійський патріарх Вавилас вважався першим святим, зафіксованим таким, що його останки переносили або «перекладали» в релігійних цілях - практика, яка мала стати надзвичайно поширеною в наступні століття. Євстафій Антіохійський підтримав Атанасія Александрійського, який виступив проти послідовників засудженого вчення Арія (аріанство) на Першому Нікейському соборі. За часів Мелетія Антіохійського церква розкололася через те, що його скинули за гомоусіанські нахили, що стало відомим як Мелетійська схизма і побачило кілька груп та кількох претендентів на Антіохійський престол.

### Патріархат Антіохії
Враховуючи старовину Антіохійського єпископства та важливість християнської громади у місті Антіохія, комерційно значущому місті у східних частинах Римської імперії, Перший Нікейський Собор (325 р.) визнав Єпископство Приматом (Патріархат), разом з єпископатами Риму, Олександрії та Єрусалиму, наділивши Патріархом повноваження щодо "Антіохійської та всієї Східної Церкви". Через значення, яке приписується Ігнатію Антіохійському в церкві, більшість сирійських православних патріархів з 1293 року використовували ім'я Ігнатія в титулі патріарха, що передує їхньому власному патріаршому імені.
Незважаючи на те, що Нікейський синод був скликаний римським імператором Костянтином, владу екуменічного синоду також прийняла Церква Сходу, яка була політично ізольована від церков у Римській імперії. До синоду Бет-Лапата Церква Сходу визнавала духовний авторитет Антіохійського патріарха. Христологічні суперечки, що відбулися після Халкідонського собору в 451 р., Призвели до тривалої боротьби за Патріархат між тими, хто прийняв, і тими, хто відкинув Собор. Флавіан II Антіохійський був призначений патріархом імператором Анастасієм I в бл. 498 р. Н. Е.
У c. 518 р. Н. Е. Патріарх Север Великий був висланий із міста Антіохії візантійським імператором Юстином I, який запровадив єдину християнську християнську православ'я по всій імперії. Ті, хто прагнув спілкування з Римом і Константинополем, прийняли Халкідонський собор і формулу папи Гормісдаса і визнали нового халкедонського патріарха Антіохійського Павла Єврея. Патріархат був змушений переїхати з Антіохії разом із Севером Великим, який сховався в Олександрії. Нехалкедонська громада була розділена між "сіверянами", послідовниками Северуса і аффартодоцетами, і поділи залишалися невирішеними до 527 року. Северяни продовжували визнавати Северуса законним Патріархом навіть після його вигнання в 518 році до його смерті в 538 році.
Єпископ Яків Барадей (помер 578 р.) приписується висвяченню більшої частини ієрархії міафізитів, переживаючи жорстокі переслідування в 6 столітті. У 544 році Яків Барадей висвятив Сергія з Телли, продовжуючи нехалкедонську спадщину патріархів Антіохійської церкви. Це було зроблено на противагу підтриманому урядом Антіохійському патріархату, який утримували прохалкидонські віруючі, що призвело до того, що Сирійська православна церква в народі отримала назву "якобітська" церква, тоді як халкедонські віруючі в народі називали мелкітами - вихідцями з сирійської слово для царя (malka), що означає наслідки відносин Халкедонської Церкви до Римського Імператора (згодом підкреслено Мелкітською Греко-Католицькою Церквою). Через багато історичних потрясінь і наслідків труднощів, які довелося зазнати Сирійській православній церкві, патріархат протягом століть переносився в різні монастирі Месопотамії. Іоанн III з Седри був обраний і освячений патріархом після смерті Афанасія І Гаммоло в 631 р. Н. Е., А потім падіння Римської Сирії та мусульманське завоювання Леванта. Джон та декілька єпископів були викликані до еміру Хіма Еміра Умайра ібн Сад аль-Ансарі взяти участь у відкритих дебатах щодо християнства та представляти всю християнську громаду, включаючи несирійські православні громади, такі як грецькі православні сирійці. Емір вимагав перекладу Євангелій на арабську, щоб підтвердити вірування Іоанна, що згідно з хронікою Михайла Сирійця було першим перекладом Євангелій на арабську мову.

#### Переїзд в нові місця
Протягом 1160 року патріархат був перенесений з Антіохії в монастир Мор-Хананьйо (Дейр аль-За`фаран), на південному сході Анатолії біля Мардіна, де він пробув до 1933 року і відновлений у Хомсі, Сирія, через несприятливу політичну ситуацію в Туреччині . У 1959 році патріархат був переданий Дамаску. Церква-мати та офіційне місце Сирійської православної церкви зараз розташовані в Баб Тумі, Дамаск, столиця Сирії.

### Середньовіччя

Близькосхідні єпархії в середньовічний період.

Агіографія VIII століття Життя Якова Барадея є свідченням певної соціальної та релігійної диференціації між халкедонцями та міафізитами (сирійськими православними). Довша агіографія показує, що сирійські православні (у творі їх називали "якобітами", сурйое якуббоє) більше ототожнювали себе з історією Якова, ніж інші святі. Коптський єпископ Северус ібн аль-Мукаффа (близько 897 р.), Міафізитського (сирійського православного) походження, говорить про походження якобітів, про шанування Якова Барадея. Він пояснив, що халкедонські "мелкіти" були позначені як такі, оскільки якофійці міафізитів ніколи не торгували своїм православ'ям, щоб завоювати прихильність царя, як це зробили мелкіти (малко походить від "цар, правитель").
В Антіохії, після переслідувань XI століття, сирійське православне населення було майже знищено. У першій половині XII століття в Антіохії засвідчена лише одна якобітська церква, а в другій половині століття - друга і третя - можливо через наплив біженців. Таким чином, Доротея Велтекке робить висновок, що сирійського православного населення в цей період було дуже мало в Антіохії та околицях. В Адані анонімний звіт за 1137 рік говорить про все населення, яке складається з сирійських православних. У 12 столітті кілька сирійських православних патріархів відвідали Антіохію та деякі заснували тимчасові резиденції. У 13 столітті сирійська православна ієрархія в Антіохії була готова прийняти латинський нагляд. Сирійські православні були найчисленнішою нелатинською сектою в Єрусалимі та Вифлеємі до 1187 р. До приходу Хрестових походів сирійці займали більшу частину гірської країни Джазіра (Верхня Месопотамія).

### Ранньомодерний період

#### XVI століття
Мойсей Мардинський (ет. 1549 - по 1592) - дипломат Сирійської православної церкви в Римі в XVI столітті.

#### XVII століття

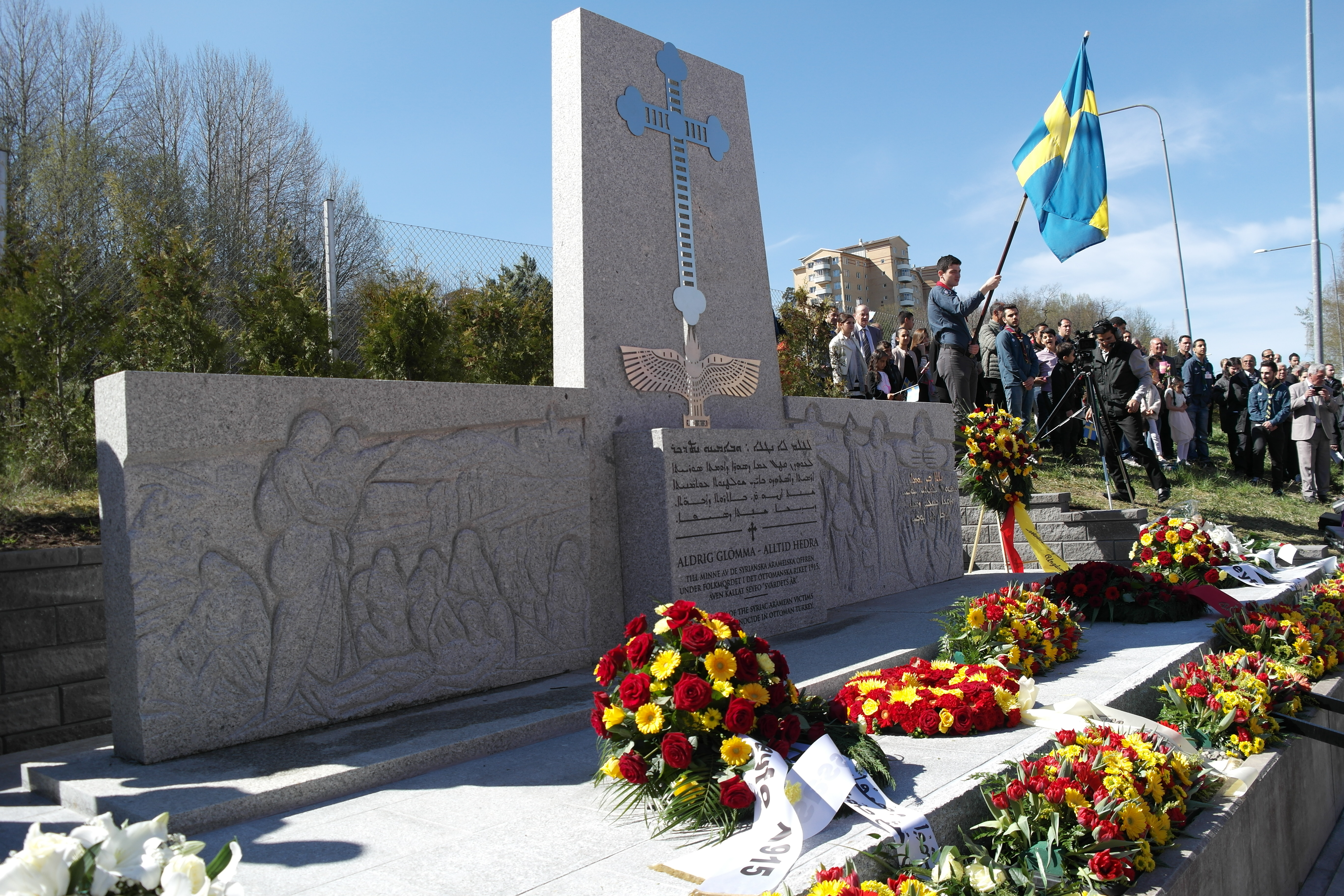
Пам'ятник Сайфо на св. Пітерс і св. Церква Паулса, Галлунда.

На початку 1660-х років 75% із 5000 сирійських православних Алеппо перейшли в латинський католицизм після прибуття убогих місіонерів. Католицькі місіонери прагнули поставити католицького патріарха серед якобітів і посвятили Андрія Ахіджана патріархом новоствореної Сирійської католицької церкви. Пропаганда Фіде та іноземні дипломати домагалися визнання Ахіджана якобітським патріархом, а Порта тоді дала згоду і попередила сирійських православних, що їх вважатимуть ворогами, якщо вони не визнають його. Незважаючи на попередження та подарунки священикам, між католиками та православними сирійцями тривали часті конфлікти та жорстокі суперечки. Близько 1665 року багато християн святого Фоми з Керали, Індія, взяли на себе вірність Сирійській православній церкві, яка заснувала Сирійську церкву Маланкари, возз'єднавшись з Антіохійським Престолом вперше після розколу Східної Церкви з юрисдикція Антіохії в 484 р. після страти Бабовая. Церква Маланкари, об'єднана за часів Мар Томи I, прийняла Грегоріоса Абдала Джалеїла, який упорядкував канонічне рукоположення Мар Томи I як рідного демократично обраного єпископа сирійських християн Малабара.

### Пізній сучасний період
У XIX столітті різні сирійські християнські конфесії не розглядали себе як частину однієї етнічної групи. Під час реформ в Танзіматі (1839–78) сирійські православні отримали незалежний статус, отримавши визнання як власне просо в 1873 р., Крім вірмен та греків.
Наприкінці 19 століття сирійська православна громада Близького Сходу, переважно з міст Адани та Харпута, розпочала процес створення сирійської діаспори, причому США були одним з перших напрямків у 1890-х роках. Пізніше, у Вустрі, була побудована перша сирійська православна церква в США.
Вбивства 1895–96 в Туреччині торкнулися вірменської та сирійської православних громад, коли було вбито приблизно 105 000 християн. До кінця XIX століття 200 000 сирійських православних християн залишалися на Близькому Сході, найбільше зосереджених навколо Шафранського монастиря, Патріаршого місця.
У 1870 р. В околицях Діярбакиру було 22 сирійських православних поселення. У 1870–1971 рр. Іменах Діярбакир у цьому місті було 1434 православних сирійців. 10 грудня 1876 року Ігнатій Петро IV висвятив у митрополита Геваргезе Григорія Парумальського. Суперництво в рамках Сирійської православної церкви в Тур-Абдіні призвело до багатьох переходів до Сирійської католицької церкви (уніатської гілки).

#### Геноцид (1914–1918)
Османська влада вбивала та депортувала православних сирійців, а потім пограбувала та привласнила їх власність. Протягом 1915–16 кількість православних сирійців у провінції Діярбакер зменшилась на 72%, а в провінції Мардін - на 58%.

#### Міжвоєнний період
У 1924 році патріархат церкви був переданий Хомсу після того, як Кемаль Ататюрк вигнав сирійського православного патріарха, який взяв бібліотеку Дейр-ель-Заферана і оселився в Дамаску. Сирійські православні села в Тур-Абдіні постраждали від курдських заколотів 1925–26 рр. Та відбулися масові втечі до Лівану, північного Іраку та особливо Сирії.
На початку 20-х років місто Камішлі збудували переважно сирійські православні біженці, рятуючись від асирійського геноциду.

#### 1945–2000

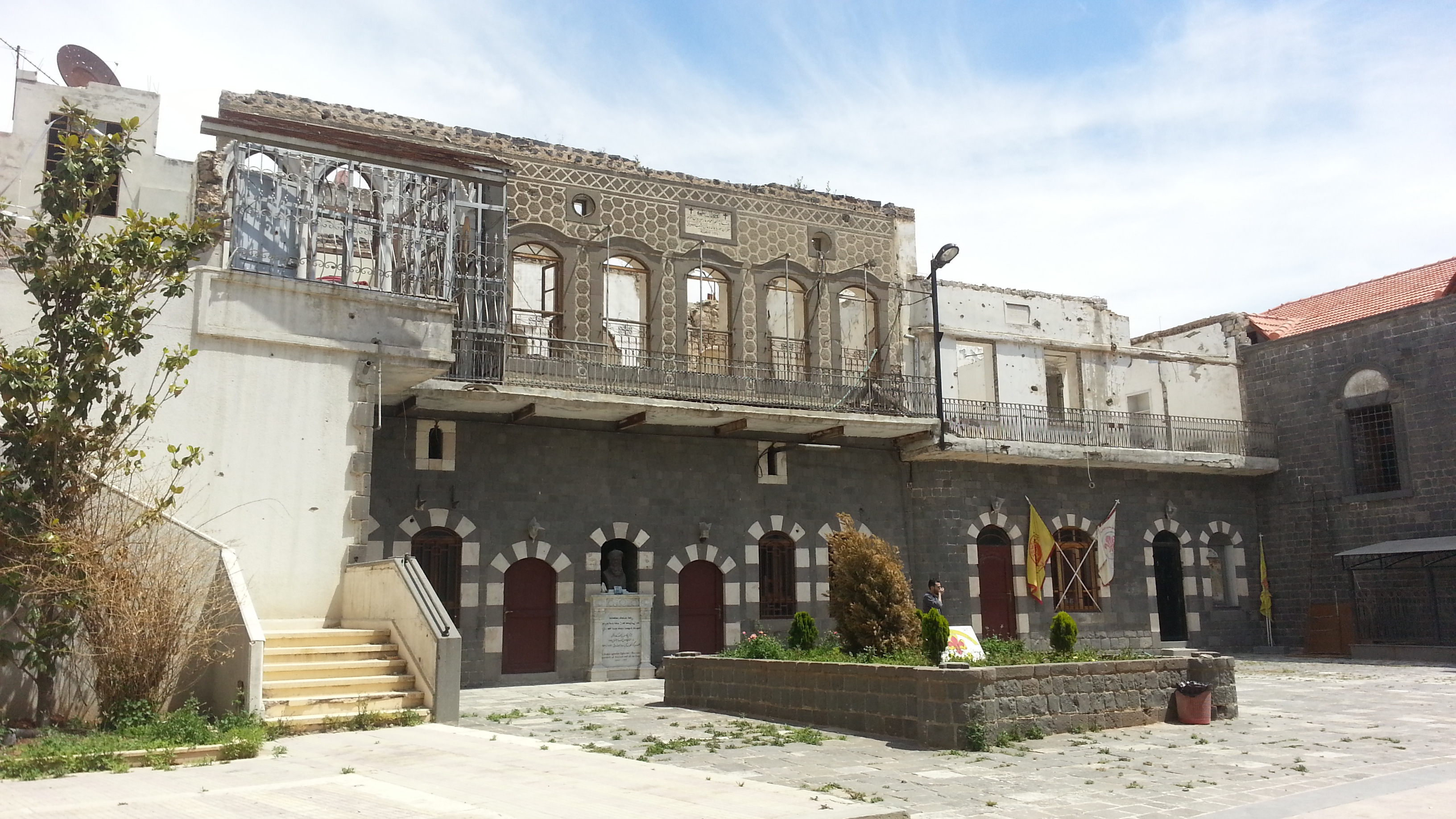
Пошкодження зовнішнього вигляду церкви Святої Марії Святого Поясу під час громадянської війни в Сирії.

У 1959 році місце перебування Сирійської православної церкви було передано Дамаску в Сирії. У середині 70-х років, за оцінками, сирійські православні жили в Сирії 82 000. У 1977 р. Кількість сирійських православних послідовників у діаспорних єпархіях становила: 9700 у єпархії Середньої Європи; 10750 в єпархії Швеції та прилеглих країн.
20 жовтня 1987 р. Ігнатій Закка І Івас, Патріарх, дозволив доповнення диптихів, Геваргезе Мар Грегоріос з Парумали був проголошений святим.

## Лідерство

### Патріарх

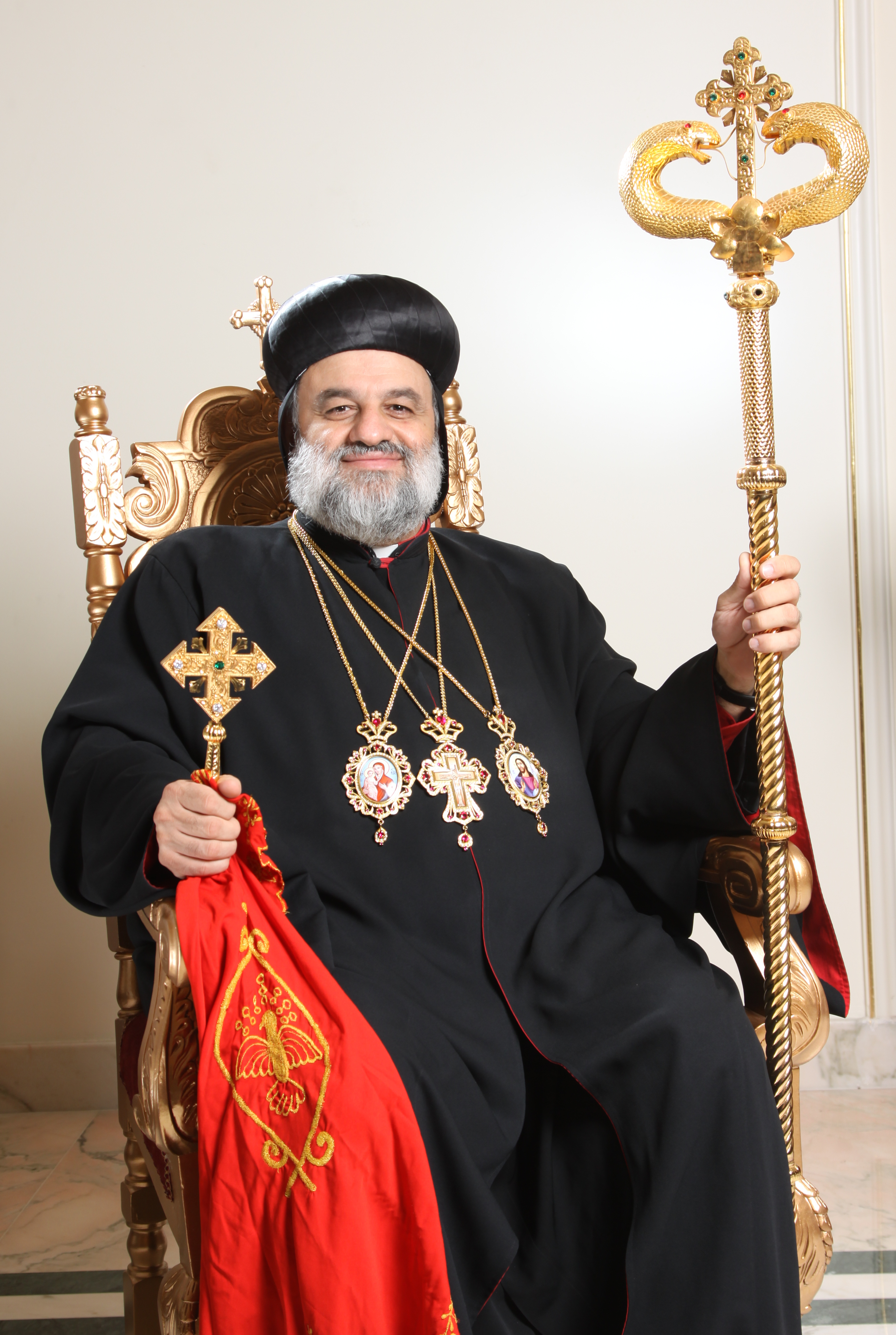
Ігнатій Афрем ІІ, чинний Антіохійський патріарх.

Верховним главою Сирійської православної церкви називається Антіохійський патріарх, посилаючись на його титульний вигляд одного з п'яти патріархатів Пентархії раннього східного християнства. Вважається "батьком отців", він повинен бути висвяченим єпископом. Він є головним адміністратором Священного Синоду і контролює духовні, адміністративні та фінансові справи церкви. Він керує зовнішніми відносинами з іншими церквами і підписує угоди, договори, контракти, пастирські енцикліки (бики), пастирські листи, пов’язані зі справами церкви.

### Єпископи
Титульний єпископ походить від грецького слова episkopos, що означає "той, хто наглядає". Єпископ - це духовний правитель церкви, який має різні звання. Найвищим званням церковної ієрархії є Патріарх. Другим за рівнем є Мафріан, також відомий як Індолікос Католікос, який є главою сирійської якобітської церкви Маланкари в Індії. Потім є єпископи-митрополити або архиєпископи, а під ними є допоміжні єпископи. Історично в церкві Маланкари місцевого начальника називали Архидияконом, який був церковним авторитетом християн Святого Фоми в Малабарському регіоні Індії.

### Священики
Священик є сьомим чином і є належним чином призначеним для здійснення таїнств. На відміну від Латинської церкви, сирійські диякони можуть одружуватися до висвячення їх у священики; вони не можуть одружитися після свячення. Існує почесне звання серед священиків Corepiscopos, котрий має привілеї "першим серед священиків", і йому надається ланцюжок із хрестом та конкретними ризовими прикрасами. Corepiscopos - це найвище звання сімейної православної церкви, до якого може бути піднесений чоловік. Звання над Corepiscopos не є одруженими.

### Диякони
У сирійській православній традиції різним чинам серед дияконів спеціально присвоюються певні обов'язки. Шість рангів дияконату:
1. ‘Улмойо (вірний)
2. Мавдьоно (Сповідник віри)
3. Мзамроно (співак)
4. Куройо (Читач)
5. Афудякно (іподіакон)
6. Євангелойо (Високий диякон)
7. Масамсоно (повний диякон)

Тільки повний диякон може взяти кадильницю під час Божественної літургії, щоб допомогти священику. У якобітській Сирійській християнській церкві через відсутність дияконів священикові можуть допомагати вівтарні помічники, які не мають дияконського звання. Історично Маланкарською церквою керував місцевий начальник на ім'я Архидиякон ("Аркадійокон").

### Дияконеси
Висвячений дияконес має право заходити до святині лише для прибирання, запалювання ламп і обмежується причастям жінок та дітей, які не досягли п’яти років. Вона може читати Писання, Святе Євангеліє на публічних зборах. Ім'я дияконеси можна також дати хор-дівчині. Дияконеса не висвячується як співачка до досягнення п'ятнадцяти років. Служба дияконеси допомагає священикові та диякону за вівтарем, включаючи службу хрещення жінок та помазання їх святим хризмом.
Хоча цей ранг існує, його присвоюють рідко.

## Богослужіння

### Біблія

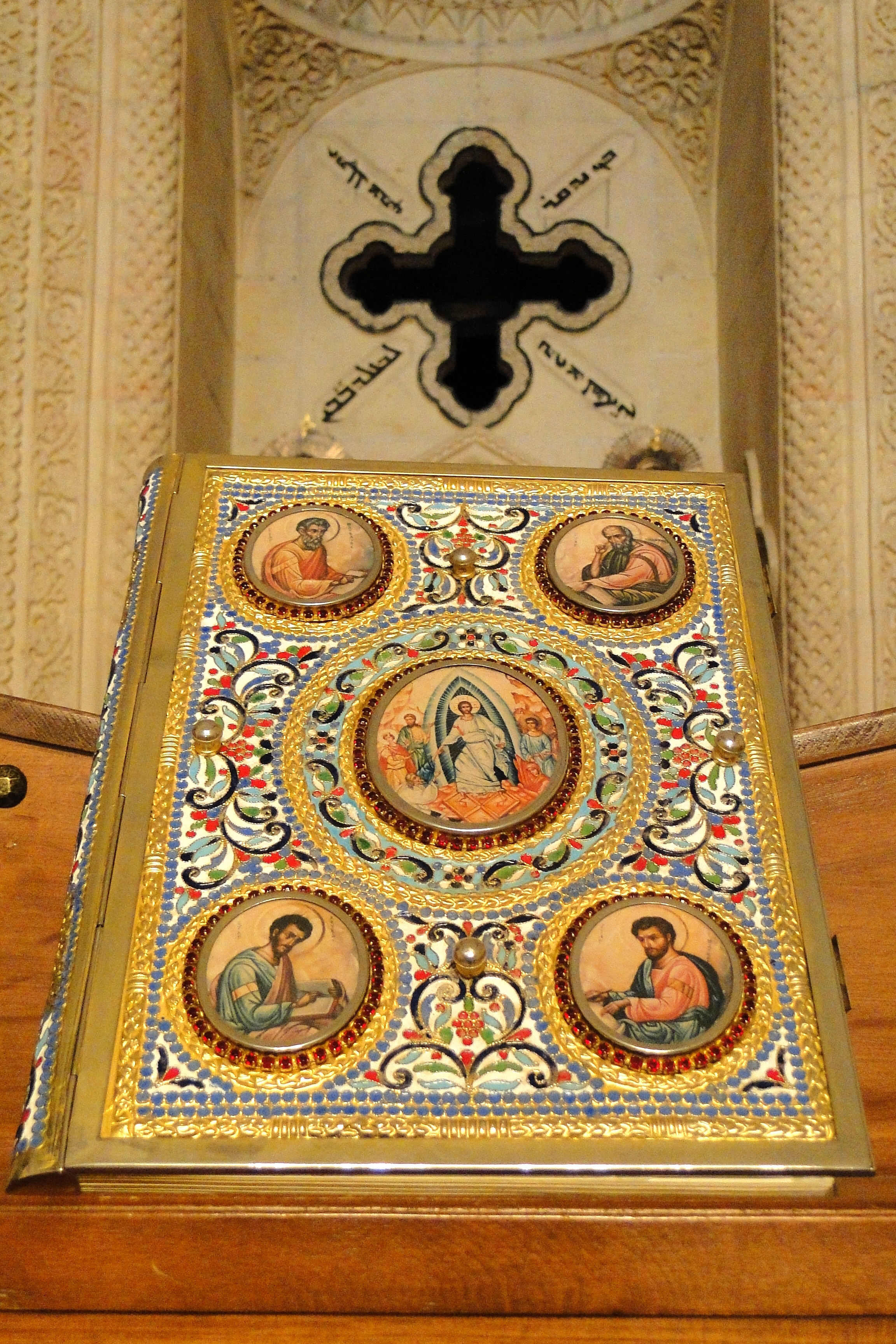
Біблія Пешитто в монастирі Мор-Хананьйо.

Сирійські православні церкви використовують Пешитто (сирійський: простий, загальний) як свою Біблію. За оцінками, книги Нового Завіту цієї Біблії були перекладені з грецької на сирійську між кінцем I століття та початком III століття нашої ери. Старий Завіт Пешитти був перекладений з івриту, ймовірно, у II столітті. Новий Завіт Пешитти, який спочатку виключав певні спірні книги, став стандартом на початку V століття, замінивши дві ранні сирійські версії євангелій.

### Вчення

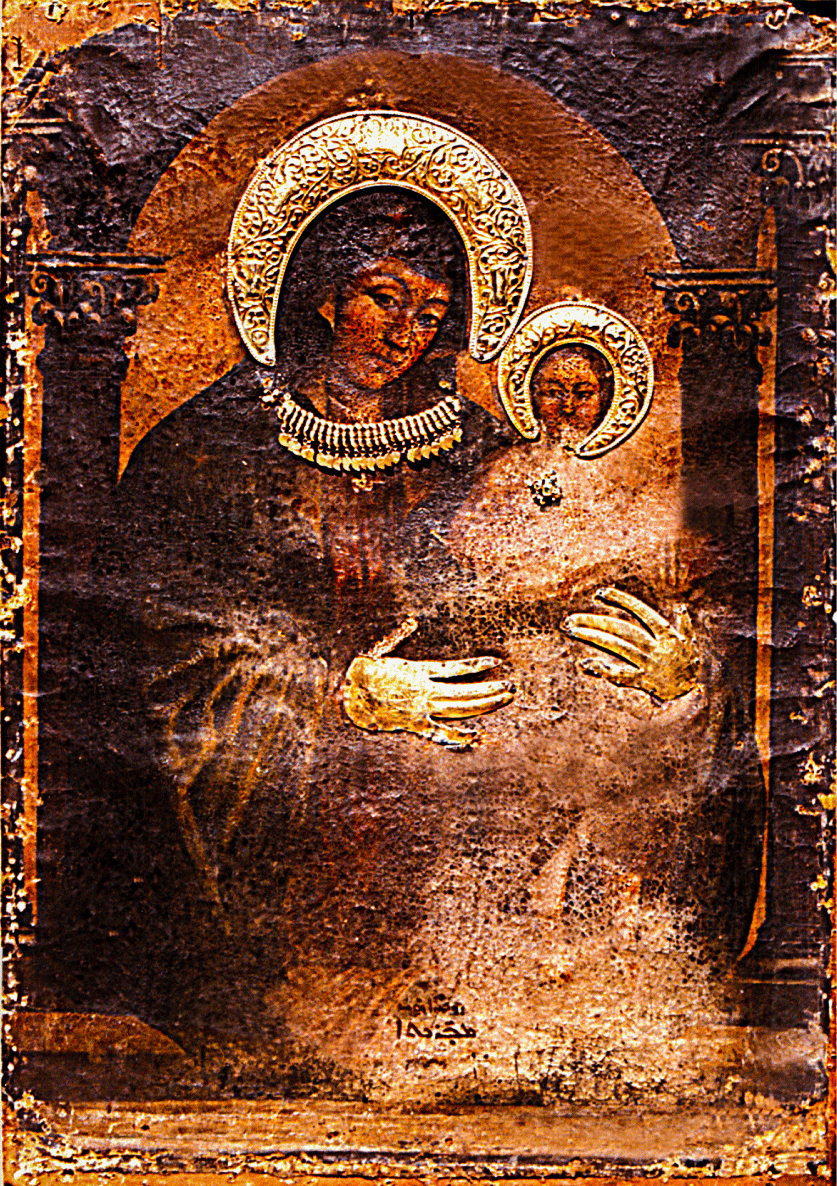
Ікона Діви Марії.

Богослов'я Сирійської православної церкви базується на Нікейському віросповідання. Сирійська православна церква вчить, що Єдина, Свята, Католична і Апостольська Церква, заснована Ісусом Христом у його Великій Комісії, що її митрополити є спадкоємцями Христових Апостолів, і що Патріарх є наступником Святого Петра, на якому першість надані Ісусом Христом. Церква прийняла перші три синоди в Нікеї (325), Константинополі (381) та Ефесі (431), формуючи формулювання та ранню інтерпретацію християнських доктрин. Сирійська православна церква є частиною орієнтального православ'я, чіткого спілкування церков, які претендують на продовження патристичної та апостольської христології до розколу після Халкедонського собору в 451 році. Що стосується христології, східне православне (нехалкедонське) розуміння полягає в тому, що Христос є "Єдиною Природою - Втіленим Логосом, повної людяності та повної божественності". Подібно до того, як люди відносяться до своїх матерів та батьків, а не від своїх матерів та батьків, така сама природа Христа згідно зі орієнтальним православ'ям. Халкедонське розуміння полягає в тому, що Христос "у двох природах, повна людяність і повна божественність". Це доктринальна різниця, яка відокремила орієнтальних православних від решти християнського світу. Церква вірить у таємницю Втілення та шанує Діву Марію як Богородицю або Йолдат Алого (Значення: «Носій Бога»).
Отці Сирійської православної церкви дали теологічне тлумачення першості святого Петра. Вони були повністю впевнені в унікальній посаді Петра в ранньохристиянській громаді. Єфрем, Афрахат і Маруфас однозначно визнали посаду Петра. Різні богослужіння, що використовуються для освячення церковних будівель, шлюбів, рукоположень тощо, виявляють, що першість Петра - це частина віри церкви. Церква не вірить у Папський Примат, як його розуміє Римський Престол, швидше, Петрівський Примат за давньосирійською традицією. Церква використовує як юліанський календар, так і григоріанський, виходячи зі своїх регіонів та традицій, які вони адаптували.

### Мова
- Класична сирійська мова: сирійська мова сімейської арамейської сім'ї є літературною мовою Сирійської православної церкви. У Тур-Абдіні туройо[en] - неоарамейський діалект, на якому розмовляє сирійська православна громада. Населення, що розмовляло туройо, до геноциду 1915 р. Переважно дотримувалося Сирійської православної церкви.[48] Ця мова використовується у всьому світі з регіональними мовами для Літургії.
- До XI століття арабська мова стала домінуючою в Сирії, Лівані, Палестині та Єгипті. Сирійське православне духовенство писало арабською мовою, використовуючи гаршуні, сирійську писемність у 15 столітті, а пізніше прийняло арабську писемність. Англійський місіонер у 40-х роках ХІХ століття зазначив, що арабська мова сирійців була змішана з лексикою сирійської мови. Вони вибрали арабські та мусульманські імена, тоді як жінки мали біблійні імена.
- Англійська: використовується у всьому світі разом із сирійською.
- У даний час в Індії використовується малаялам, тамільська, каннада. Суріяні малаялам, також відомий як Каршоні або сирійський малаялам, - це діалект малаяламу, написаний у варіанті сирійського алфавіту, який був популярний серед християн Святого Томи (також відомих як сирійські християни або Насрані) Керали в Індії.[49][50][51][52] У ньому використана граматика малаяламу, сирійська писемність Maḏnḥāyā або "східна" із особливими орфографічними особливостями, а також лексика малаяламської та східносирійської. Це виникло в південно-індійському регіоні узбережжя Малабар (сучасна Керала). До XIX століття сценарій широко використовувався сирійськими християнами в Кералі.
- У діаспорах поряд із сирійською використовуються шведська, німецька, голландська, турецька, іспанська, португальська.

### Літургія

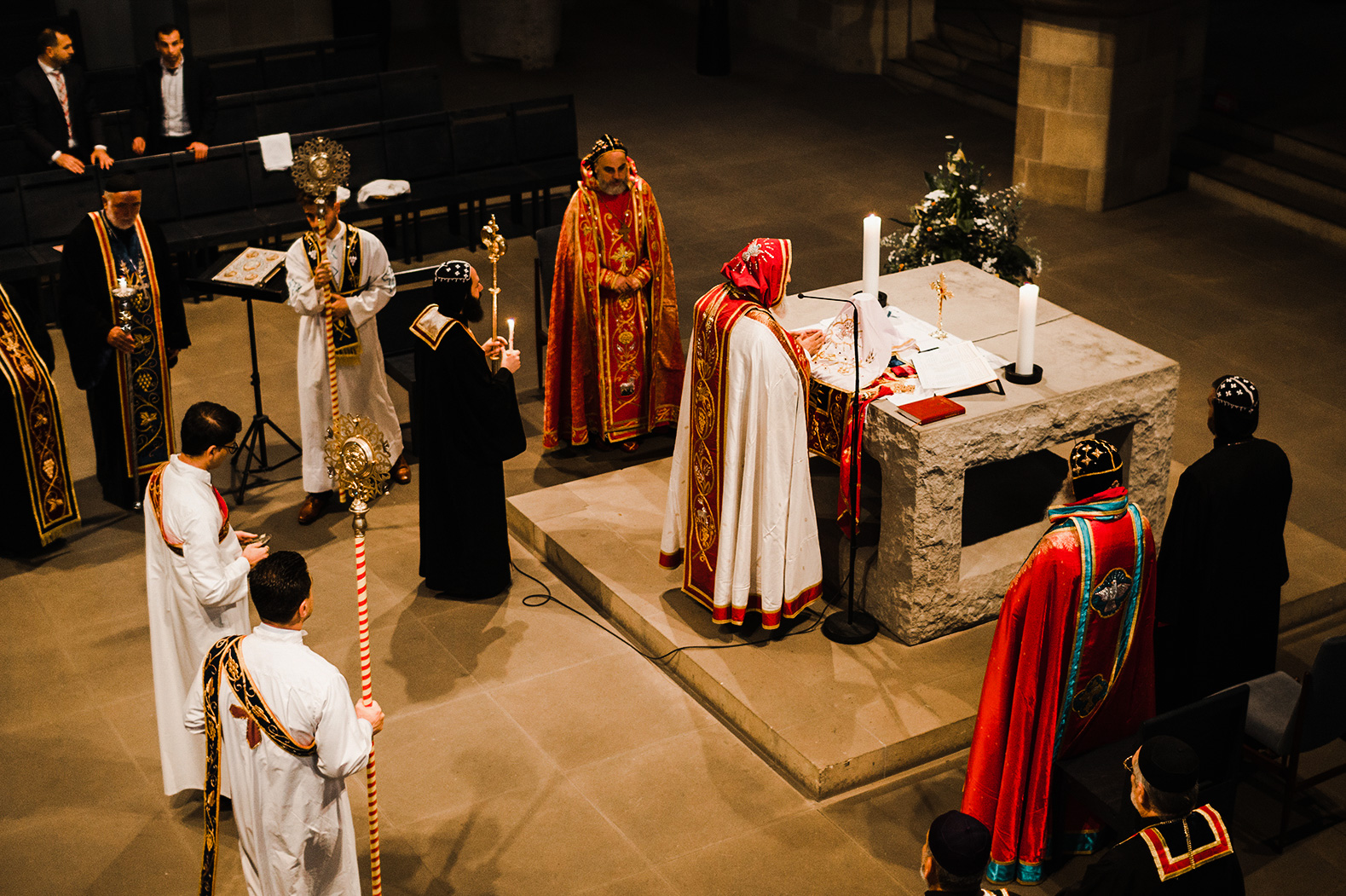
Літургія в церкві св. Івана, Штутгарт, Німеччина.

Літургійне богослужіння називається святим Куробо на сирійській мові, що означає "Євхаристія". Літургія святого Якова відправляється по неділях та в особливих випадках. Свята Євхаристія складається з читання Євангелія, читання Біблії, молитов та пісень. Читання Літургії виконується згідно з певними партіями, які в певний час в унісон співають головуючий, лектори, хор та збіжні вірні. Окрім певних читань, молитви співаються у формі співів та мелодій. Сотні мелодій зберігаються в книзі, відомій як Бет-Газо, ключове посилання на сирійську православну церковну музику.

### Молитва
Сирійське православне духовенство та миряни дотримуються режиму семи молитов на день, які вимовляються у визначений час молитви, згідно з Псалмом 119 (пор. Шехімо). Згідно з сирійською традицією, церковний день починається із заходом сонця, а канонічні години базуються на західносирійському обряді:
- Вечірня або молитва Рамшо (Вечірня)
- Нічна молитва або молитва Сооторо (Повечірня)[55]
- Молитва опівночі або Ліліо (Утреня)
- Ранкова або сафро-молитва (прем'єр або похвала, 6 ранку)
- Третя година або мало шо шо в молитві (Терце, 9:00)
- Шоста година або шео шоонін у молитві (секст, опівдні)
- Дев'ята година або молитва тша `шо'ні (жодна, 15:00)

### Таїнства
Сім Святих Таїнств церкви:
- Миропомазання (Розмазування святого Мурона)
- Хрещення
- Сповідь
- Євхаристія (Королева Таїнств)
- Вінчання
- Єлеопомазання (Помазання хворих)
- Священство

### Одяг

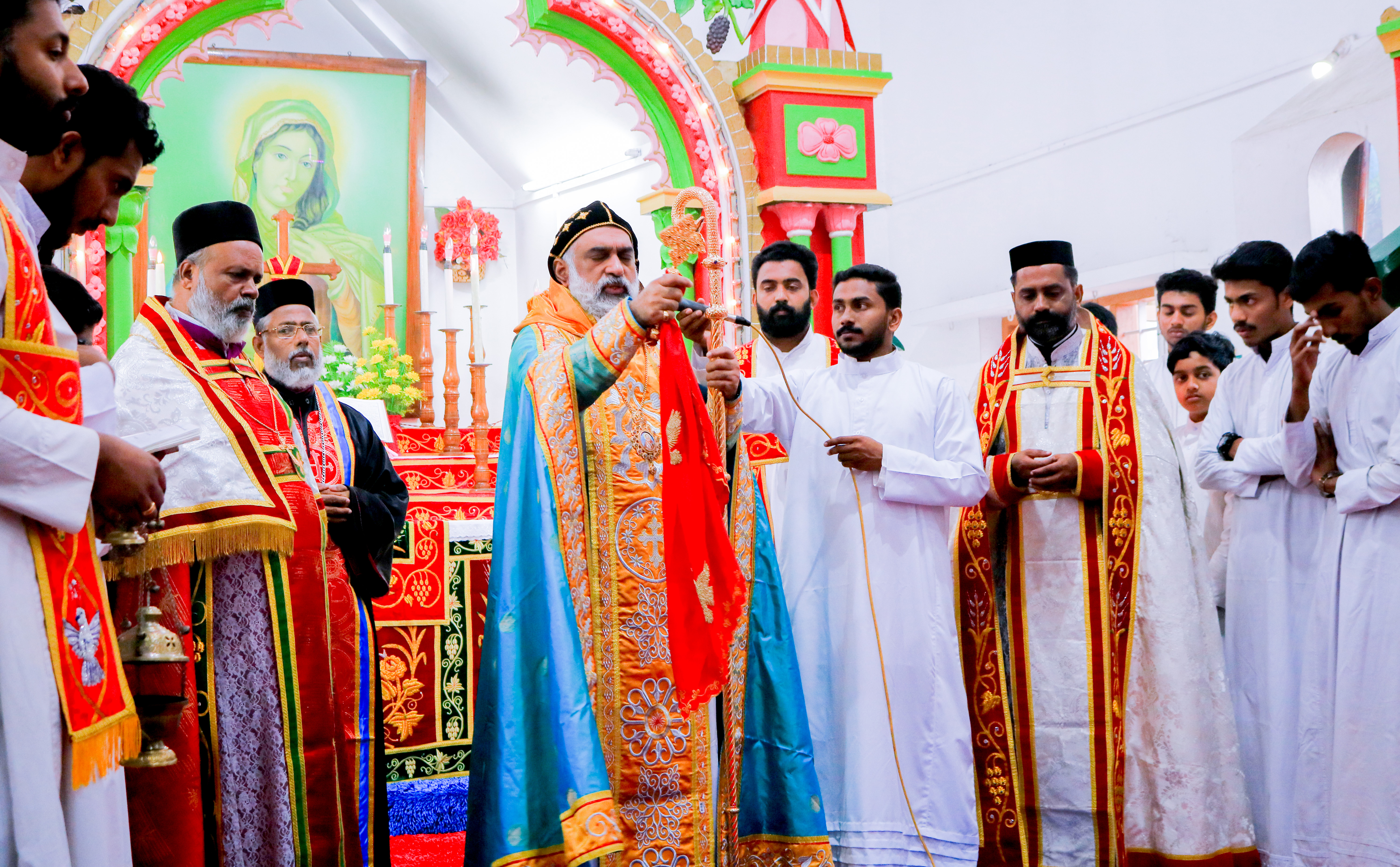
Літургійне вбрання духовенства.

Духовенство Сирійської православної церкви має своє унікальне богослужбове вбрання зі своїм порядком у священстві: дяки, священики, хорбіскопи, єпископи та патріарх мають різне вбрання.
Єпископи зазвичай носять чорну або червону мантію з червоним поясом. Вони не повинні одягати червоний одяг у присутності патріарха, який носить червоний одяг. Єпископи, які відвідують єпархію за межами своєї юрисдикції, також носять чорні шати на знак поваги до єпископа єпархії, який один носить червоні шати. Вони несуть крузі, стилізований зміями, що представляють посох Мойсея під час таїнств. Хорєпископ носять чорний або фіолетовий халат з фіолетовим поясом. Єпископи та корепіскопи мають ручні хрести.
Священик також носить фіро або шапку, яку він повинен носити для публічних молитов. Ченці також носять ескімо, капюшон. У священиків також є парадні черевики, які називаються msone. Не вдягнувши цього взуття, священик не може роздавати вірних Євхаристії. Потім є білий халат, який називається кутіно, що символізує чистоту. Хамніко або палантин носять поверх цього білого халата. Потім він носить пояс, який називається zenoro, і zende, тобто рукави. Якщо святкуючий єпископ, він носить маснапто або тюрбан (відрізняється від тюрбанів, які носять чоловіки-сикхи). Над цими одежами одягається копій, який називається файно. Батрашиль, або палій, носять над файном єпископи, подібно до хамніхо, який носять священики. Звичайне плаття священика - це чорний халат. В Індії через спекотну погоду священики зазвичай носять білий одяг, за винятком молитов у церкві, коли поверх білого одягають чорний одяг. Диякони носять фіро, біле кутино (халат) і рангу Куройо, а вищі носять уроро, «вкрадений» у різних формах відповідно до свого рангу. Дияконеса носить палантин (уроро), що звисає з плеча в образі архидиякона.

## Глобальна присутність

### Демографія
Спочатку Патріархат був створений в Антіохії (нинішня Сирія, Туреччина та Ірак), через переслідування римлянами, а потім і арабами-мусульманами, Патріархат знаходився в монастирі Мор-Хананьйо, Мардін, в Османській імперії (1160–1933) ; наступний Хомс (1933–1959); та Дамаску, Сирія, з 1959 р. Історично послідовниками церкви є переважно етнічні сирійці, які складаються з корінного доарабського населення сучасної Сирії, Іраку та південного сходу Туреччини. Діаспора також поширилася з Леванту, Іраку та Туреччини по всьому світу, зокрема у Швеції, Німеччині, Великій Британії, Нідерландах, Австрії, Франції, США, Канаді, Гватемалі, Аргентині, Бразилії, Австралії та Новій Зеландії.
Члени церкви поділяються на 26 архієпархій та 13 патріарших вікаріатів.
За підрахунками, церква налічує 500 000 сирійських прихильників, крім 2 мільйонів членів сирійської християнської церкви яковитів та власної етнічної діаспори в Індії. Крім того, серед навернених мая в Гватемалі є також велика громада сирійців.
Кількість сирійців у Туреччині зростає завдяки біженцям із Сирії та Іраку, що тікають з ІДІЛ, а також сирійцям з діаспори, які втекли з регіону під час конфлікту між Туреччиною та РПК (з 1978 р.), Які повернулися та відбудували свої домівки. Село Кафро було заселене сирійцями з Німеччини та Швейцарії.
У сирійській діаспорі приблизно 80 000 членів у США, 80 000 у Швеції, 100 000 у Німеччині, 15 000 у Нідерландах, 200 000 членів у Бразилії, Швейцарії та Австрії.

### Юрисдикція патріархату
Сирійська православна церква Антіохії спочатку охоплювала весь регіон Близького Сходу та Індію. В останні століття її парафіяни почали емігрувати до інших країн світу. Сьогодні Сирійська православна церква має кілька архієпархій та патріарших вікаріатів (екзархатів) у багатьох країнах, що охоплюють шість континентів.
- Покровитель: Патріарх Антіохійський і всього Сходу, верховний глава Вселенської сирійської православної церкви Ігнатій Афрем II.
- Патріарше місце: Собор Святого Георгія, Дамаск, Сирія
- Штаб-квартира та патріарший офіс: Дамаск

#### Америки

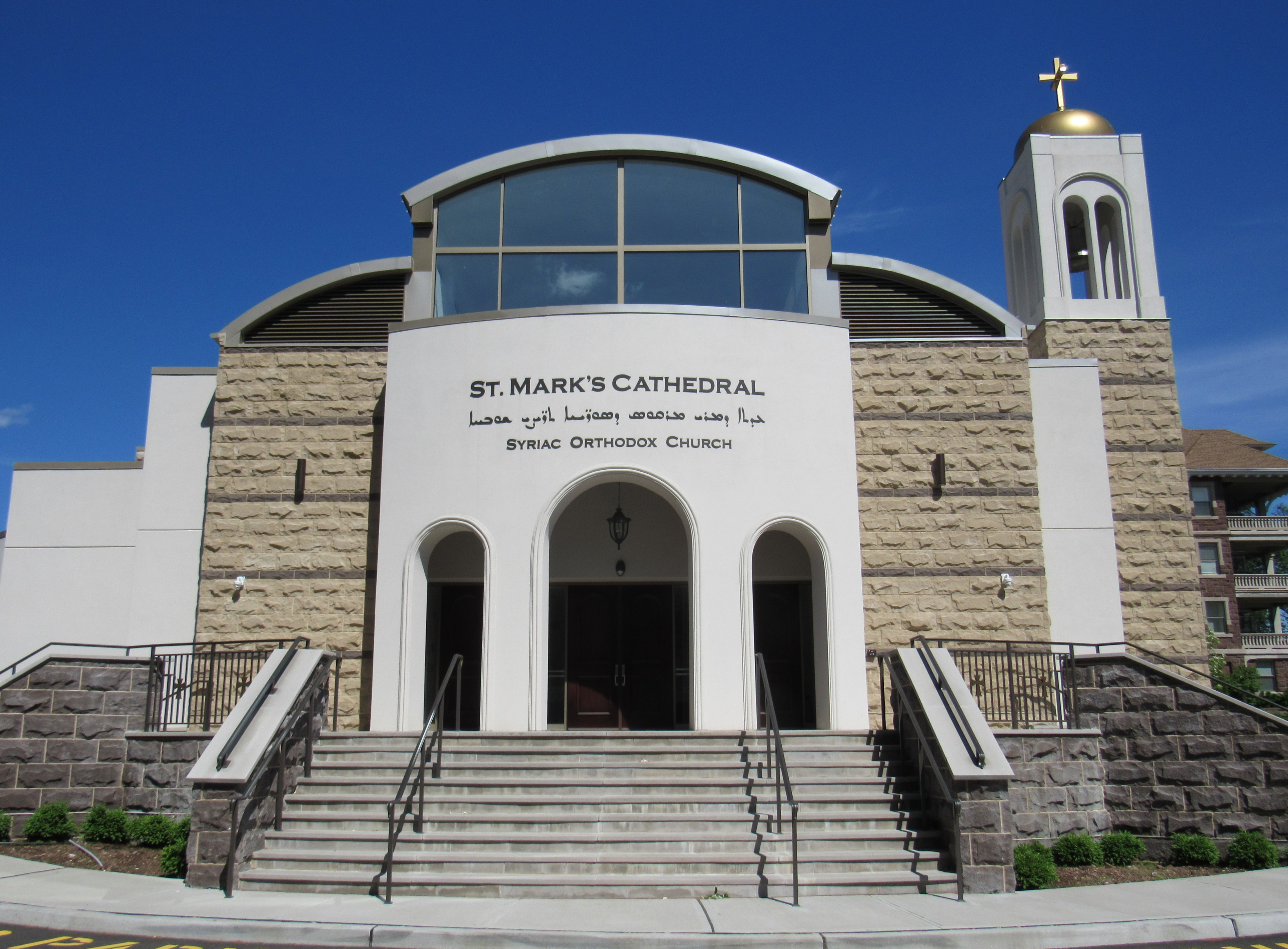
Собор Святого Марка, Парамус, штат Нью-Джерсі.

Присутність сирійських православних вірних в Америці датується кінцем 19 століття.
Північна Америка
- Патріарший вікаріат Східних Сполучених Штатів[68][69]
- Патріарший вікаріат Західних Сполучених Штатів [70]
- Маланкарська архиєпархія Північної Америки[en]
- Патріарший вікаріат Канади.[71]

Центральна Америка
У регіоні Гватемали харизматичний рух, що виник у 2003 році, був відлучений від церкви в 2006 році Римо-католицькою церквою, а потім приєдналася до церкви в 2013 році. Члени цієї архиєпархії мають мая, проживають у сільській місцевості та демонструють практики харизматичного типу.
- Архиєпархія Центральної Америки, Карибських островів та Венесуели[73][74][75]

Південна Америка
- Патріарший вікаріат Аргентини[76]
- Патріарший вікаріат Бразилії[77]

#### Євразія
Регіони Близького Сходу
- Сирія
- Ліван
- Свята Земля
- Ірак
- Туреччина
- ОАЕ

За оцінками, Сирійська православна церква на Близькому Сході та діаспора, що налічує від 150 000 до 200 000 чоловік у місцевому проживанні в Сирії, Іраці та Туреччині. Громада сформувалась і розвивалася в середні віки. Сирійські православні християни Близького Сходу говорять арамейською. До архієпископств на Близькому Сході належать регіони Джазіра, Євфрат, Алеппо, Хомс, Хама, Багдад, Басра, Мосул, Кіркук, Курдистан, Ліван, Бейрут, Стамбул, Анкара та Адіяман, Ізраїль, Палестина, Йорданія.
Патріарші вікаріати на Близькому Сході включають Дамаск, Мардін, Турабдін, Захле, ОАЕ та арабські держави Перської затоки.

#### Індія
Сирійська православна церква Маланкари (Індія)
Якобітська сирійська християнська церква, одна з різних християнських церков Святого Фоми в Індії, є невід'ємною частиною Сирійської православної церкви, верховним главою якої є Антіохійський патріарх. Місцевим предстоятелем церкви в Маланкарі (Керала) є Базеліос Тома I, висвячений Патріархом Ігнатієм Заккою І Івасом у 2002 році і підзвітний Антіохійському Патріарху. Штаб-квартира церкви в Індії знаходиться в місті Путенкруз поблизу Ернакулама в штаті Керала на півдні Індії. Церкви Сімхасани та місія Хонавар знаходяться під безпосереднім контролем Патріарха. Історично християни Св. Томи були частиною Східної Церкви, що базувалася в Персії, яка перебувала під керівництвом Антіохійського патріарха до Собору Селевкиї-Ктезіфон (410 р.) І возз'єдналася з сирійськими православними патріархами Антіохії з Шаблон: Ca. 1652. Сирійські ченці Мар Сабор і Мар Прот прибули в Маланкару між 8 і 9 століттями з Персії. Вони заснували церкви в Кілоні, Кадаматтомі, Каямкуламі, Удаямперурі та Акапарамбу.
Сирійська церква Маланкари Мартома - це незалежна реформована церква під юрисдикцією митрополита Мартоми, і її перший реформуючий митрополит Метьюз Афанасій був висвячений Ігнатієм Еліасом II в 1842 р. Католикат був відновлений в Маланкарі в 1912 р. Ігнатієм Абдесом Мшихо II освяченням Паулоза I як перший католикос. Маланкарська православна сирійська церква приймає Антіохійського патріарха лише своїм духовним батьком, як зазначено в конституції 1934 року.
Кнанаяська архиєпархія
Сирійська православна церква Кнаная є архієпархією під керівництвом та керівництвом архієпископа Северіуса Куріакосе, духовним головою якого є патріарх. Вони є послідовниками сирійського купця Кнай Томи (Фома Канський) у 4-му або 8-му столітті, тоді як інша легенда веде своє походження від євреїв на Близькому Сході.
Євангелізаційна асоціація Сходу
Архієпархія E.A.E - це місіонерське об'єднання Сирійської православної церкви, засноване в 1924 році Гіваргезе Атункал Кор-Епіскопа в Перумбавурі. Ця архієпархія знаходиться під безпосереднім контролем патріарха під керівництвом Хрисостомоса Маркосе. Це організація з церквами, навчальними закладами, дитячими будинками, будинками для старих, монастирями, публікаціями, місійними центрами, євангельськими командами, місіями по догляду та місіонерською підготовкою інститут. Він зареєстрований у 1949 році відповідно до Закону про реєстрацію індійських товариств. XXI 1860 р.
Європа
Раніше в 20 столітті багато сирійських православних іммігрували до західноєвропейської діаспори, розташованої у Швеції, Нідерландах, Німеччині та Швейцарії з економічних та політичних причин. Дайро д-Мор Ефрем в Нідерландах - це перший сирійський православний монастир в Європі, створений в 1981 році. Дайро д-Мор Авген, Арт, Швейцарія, Дайро д-Мор Якуб д-Саруг, Варбург, Німеччина - це інші монастирі, розташовані в Європі. .
Патріарші вікаріати:
- Бельгія, Франція та Люксембург[89][90]
- Німеччина[91]
- Нідерланди[92]
- Швеція
- Швейцарія і Австрія
- Сполучене Королівство
- Іспанія

#### Океанія
Австралія та Нова Зеландія
- Патріарший вікаріат Австралії та Нової Зеландії під керівництвом архієпископа Малатія Малкі Малкі.[93][94][95]

### Установи
У церкві є різні семінарії, коледжі та інші установи. Патріарх Афрем I Барсум заснував духовну школу святого Афрема в 1934 році в Захле. У 1946 р. Школу було перенесено до Мосула, де вона надала церкві вибір випускників, першим серед яких був патріарх Ігнатій Закка І Івас та багато інших церковних діячів. У 1990 р. Для черниць було засновано Орден святого Якова Барадея. Для вивчення сирійської теології, історії, мови та культури були засновані семінарії у Швеції та Зальцбурзі. Проект Happy Child House, розпочатий у 2019 році, надає послуги по догляду за дітьми в Дамаску, Сирія. У церкві діє міжнародний християнський освітній центр релігійної освіти. Антіохійський сирійський університет був створений 8 вересня 2018 року в Маарат-Саїдній, недалеко від Дамаска. Університет пропонує курси інженерії, управління та економіки.

## Екуменічні відносини
Сирійська православна церква веде екуменічний діалог з різними церквами, включаючи Католицьку церкву, Східну православну церкву, Англіканське причастя, Ассирійську церкву Сходу та інші християнські конфесії. Церква є активним членом Світової ради церков з 1960 року, а Патріарх Ігнатій Закка І Івас був одним з колишніх президентів ВСЦ. Він також бере участь у Близькосхідній раді церков з 1974 року. Існують загальні христологічні та пастирські угоди з Католицькою церквою до XX століття, оскільки халкедонський розкол не спостерігався з однаковою актуальністю, і під час кількох зустрічей між владою католицької церкви та східного православ'я, примирення декларацій з'явилися в спільних заявах патріарха Ігнатія Якова III та Папи Павла VI у 1971 році, патріарха Ігнатія Закки I Іваса та папи Івана Павла II у 1984 році:
| Ліві лапки | Плутанина та розкол, що відбулися між їх Церквами у пізніші століття, вони усвідомлюють сьогодні, жодним чином не впливають і не торкаються суті їхньої віри, оскільки вони виникли лише через різницю в термінології та культурі та в різних формулах, прийнятих різними теологічними школами, щоб висловити те саме. Відповідно, сьогодні ми не знаходимо реальних підстав для розколів та розколів, які згодом виникли між нами стосовно доктрини Втілення. На словах і в житті ми визнаємо справжнє вчення про Христа, нашого Господа, незважаючи на різницю в тлумаченні такої доктрини, що виникла під час Халкедонського Собору. | Праві лапки |

Зазначається, що точні розбіжності в теології, що спричинили халкедонську суперечку, виникли "лише через різницю в термінології та культурі та в різних формулах, прийнятих різними богословськими школами для висловлення одного і того ж питання", - йдеться у спільній декларації Патріарха Ігнатія Якова III та Папи Павла VI у середу, 27 жовтня 1971. У 2015 році Папа Франциск звернувся до Сирійської православної церкви як до "Церкви мучеників", вітаючи візит Ігнатія Афрема II до Святого Престолу. У 2015 році Ігнатій Афрем II відвідав патріарха Московського Російської православної церкви Кирила та обговорив перспективи двостороннього та богословського діалогу, що існував з кінця 1980-х. З 1998 року представники SOC разом з представниками інших Східних Православних Церков беруть участь у Вселенському діалозі, а також у різних формах Міжконфесійного діалогу.